# Sopiko Guramishvili
Sopiko Guramishvili (en georgià: სოფიკო გურამიშვილი; nascuda l'1 de gener de 1991) és una jugadora d'escacs georgiana, que té els títols de Gran Mestre Femení des de 2009 i el de Mestre Internacional des de 2012.
El 18 de juliol de 2015 es va casar amb el GM neerlandès Anish Giri.
A la llista d'Elo de la FIDE del desembre de 2021, hi tenia un Elo de 2373 punts, cosa que en feia la jugadora número 70 (en actiu) dels Països Baixos, i la número 75 del rànquing mundial femení. El seu màxim Elo va ser de 2441 punts, a la llista de novembre de 2013.

## Resultats destacats en competició
El 2003 fou subcampiona del món Sub-12 femenina i el 2006 es proclamà campiona del món Sub-16 femenina.